# Jean-Louis Faure (acteur)
Pour les articles homonymes, voir Faure et Jean-Louis Faure.
Jean-Louis Faure est un acteur et directeur artistique français, né le 18 juillet 1953 à Paris 17e et mort le 27 mars 2022 à Saint-Herblain en Loire-Atlantique,,,,.
Très actif dans le doublage, il est notamment, entre autres, la voix française régulière de Bryan Cranston (dont Malcolm, Breaking Bad) et Jeffrey Wright ainsi que de Titus Welliver, Steven Williams, Carl Lumbly, Robert Wisdom, Ted Danson, Mathew St. Patrick et Gregory Alan Williams,.

## Biographie

### Jeunesse et formation
Jean-Louis Alain Faure naît le 18 juillet 1953 à Paris 17e (Seine).

### Carrière
Jean-Louis Faure commence sa carrière au théâtre dans les années 1970 et 1980, puis au cinéma et à la télévision.
Il s'oriente ensuite vers le doublage. À ses débuts, il prête sa voix, entre autres, à Arnold Schwarzenegger dans le film documentaire Pumping Iron 2 (1980), Morgan Freeman dans le téléfilm Clinton and Nadine, Eric Roberts, Bill Paxton, Benicio del Toro, ainsi qu'à de nombreux acteurs de séries. De 2000 à 2006, il double Bryan Cranston dans la série Malcolm, puis dans la série Breaking Bad et dans différents films, pour devenir sa voix française régulière,,,. Il est aussi directeur artistique,.
À trois reprises entre 1989 et 2022, Jean-Louis Faure double des acteurs interprétant des personnages de Batman.

### Mort
Il meurt le 27 mars 2022 à Saint-Herblain (Loire-Atlantique), à l'âge de 68 ans, des suites de complications après une opération cardiaque,.

## Théâtre
- 1971 : Volodia d'Anton Tchekhov, mise en scène par Fabienne Mai, Théâtre du Tertre (Paris)
- 1975 : Le Singe bleu d'Anne-Marie Goulinat, mise en scène par André Chanu, Théâtre du Lucernaire (Paris)
- 1996 : Corot de Jacques Mougenot, mise en scène par Jean-Laurent Cochet, Théâtre 14 (Paris)

## Filmographie

### Cinéma
- 2007 : L'Histoire de Richard O. de Damien Odoul

## Doublage
Note : Les dates inscrites en italique correspondent aux sorties initiales des films dont Jean-Louis Faure a assuré le doublage tardif ou le redoublage.

### Cinéma

#### Films
- Jeffrey Wright dans :
  - Syriana (2005) : Bennett Holiday
  - La Jeune Fille de l'eau (2006) : M. Dury
  - Casino Royale (2006) : Felix Leiter
  - Invasion (2007) : Dr Stephen Galeano
  - Quantum of Solace (2008) : Felix Leiter
  - Cadillac Records (2008) : Muddy Waters
  - Source Code (2011) : Dr Rutledge
  - Extrêmement fort et incroyablement près (2011) : William Black
  - Broken City (2013) : Carl Fairbanks
  - Hunger Games : L'Embrasement (2013) : Beetee
  - Hunger Games : La Révolte, partie 1 (2014) : Beetee
  - Hunger Games : La Révolte, partie 2 (2015) : Beetee
  - Monster (2018[n 1]) : M. Harmon
  - Game Night (2018) : agent du FBI Henderson (caméo, non crédité)
  - Aucun homme ni dieu (2018) : Russell Core
  - Le Chardonneret (2019) : Hobie
  - Mourir peut attendre (2021) : Felix Leiter
  - The French Dispatch (2021) : Roebuck Wright
  - The Batman (2022) : le commissaire James « Jim » Gordon
- Bryan Cranston dans :
  - La Défense Lincoln (2011) : l'inspecteur Lankford
  - Il n'est jamais trop tard (2011) : Dean Tainot
  - Rock Forever (2012) : Mike Whitmore
  - Argo (2012) : Jack O'Donnell
  - Quand tombe la nuit (2013) : Topo
  - Godzilla (2014) : Joseph Brody
  - Infiltrator (2016) : Robert Mazur
  - Wakefield (2016) : Howard Wakefield
  - Les Insoumis (2016) : le shérif
  - The Boyfriend : Pourquoi lui ? (2016) : Ned Fleming
  - The Disaster Artist (2017) : lui-même
  - Power Rangers (2017) : Zordon
  - Sous un autre jour (2017[n 2]) : Phillip Lacasse
  - El Camino : Un film Breaking Bad (2019) : Walter White
  - Le Seul et Unique Ivan (2020) : Mike
- Mario Van Peebles dans :
  - Deux Doigts sur la gâchette (1994) : Cole Parker
  - Highlander 3 (1994) : Kane
  - L'Honneur d'un flic (1998[n 3]) : Jack Valentine
- Liam Cunningham dans :
  - Christina Noble (2014) : Thomas
  - 24H Limit (2017) : Wetzler
  - Braquage final (2021) : Walter Moreland
- Cary Grant dans :
  - Sylvia Scarlett (1935[n 4]) : Jimmy Monkley (2e doublage)
  - L'Impossible Monsieur Bébé (1938[n 4]) : David Huxley (2e doublage)
- Michael McKean dans :
  - Spinal Tap (1984) : Carl Dayton
  - Light of Day (1987) : le Bu Montgomery
- Robert Wisdom dans :
  - Mémoire effacée (2004) : Carl Dayton
  - Rivales (2017) : le détective Pope
- Titus Welliver dans :
  - Évasion 2 : Le Labyrinthe d'Hadès (2018) : Gregor Faust
  - Shaft (2019) : l'agent spécial Vietti

- 1972[n 5] : Le Parrain : Johnny Fontane (Al Martino) (2e doublage)
- 1977[n 6] : Peter et Elliott le dragon : Paul (Cal Bartlett) (2e doublage)
- 1980 : Pumping Iron 2 : lui-même (Arnold Schwarzenegger)
- 1986 : Body Count : Ben Ritchie (Nicola Farron)
- 1987 : Aux frontières de l'aube : Severen (Bill Paxton)
- 1987 : Hidden : Tom Beck (Michael Nouri)
- 1987 : House 2 : Charlie (Jonathan Stark (en))
- 1987[n 7] : Cheeseburger film sandwich : Rick Raddnitz (Robert Picardo) (2e doublage)
- 1988 : Funny Farm : Crocker, le déménageur (Mike Starr)
- 1988 : Homeboy : Wesley Pendergass (Christopher Walken)
- 1989 : Batman : Jack Napier, jeune (Hugo E. Blick)
- 1990 : Vendredi 13, chapitre VIII : L'Ultime Retour : Sean Robertson (Scott Reeves)
- 1991 : Chucky 3 : voix additionnelles
- 1992 : South Central (en) : Ray Ray (Byron Minns)
- 1993 : L'Extrême Limite : Jimmy Mercer (Wesley Snipes)
- 1994 : Absolom 2022 : Hawkins (Ernie Hudson)
- 1995 : Usual Suspects : Fred Fenster (Benicio del Toro)
- 1996 : La Couleur de l'arnaque : Artemus St. John Saint (Rocky Carroll) et le spectateur mécontent (Chi McBride)
- 1996 : Race the Sun : Ed Webster (Jeff Truman)
- 1996 : Space Jam : lui-même (Muggsy Bogues)
- 1997 : Meurtre à la Maison-Blanche : lui-même (Tom Urich)
- 1997 : Les Ailes de l'enfer : Mike O'Dell (Mykelti Williamson)
- 1997 : Air Force One : voix additionnelles
- 1998 : Snake Eyes : Gilbert Powell (John Heard)
- 1999 : Entre les jambes : (Carmelo Gómez)
- 1999 : Les Muppets dans l'espace : voix additionnelles
- 1999 : Belles à mourir : Lester Leeman (Sam McMurray)
- 2000 : Circus : Caspar (Ian Burfield (en))
- 2000 : Family Man : Nick (Gianni Russo)
- 2003 : Northfork : Matt (Josh Barker)
- 2003 : Inspecteur Gadget 2 : Jungle Bob (Mick Roughlan)
- 2004 : L'Armée des morts : Steve (Ty Burrell)
- 2004 : Moi, Peter Sellers : voix additionnelles
- 2005 : Braqueurs amateurs : Joe Cleeman (Richard Burgi)
- 2007 : Écrire pour exister : Brian Gelford (John Benjamin Hickey)
- 2008 : Very Big Stress : Bern Goodman (Pat Cashman)
- 2009 : Docteur Dolittle 5 : Rick Beverley (Jason Bryden)
- 2011 : Les Copains et la Légende du chien maudit : le Chien d'Halloween (Diedrich Bader) (voix)
- 2013 : Le Procès du Père Noël : Robert Nielson (Gary Hudson)
- 2014 : Bad Luck! : Wilson (Terry Crews)
- 2015 : Knight of Cups : Bud Wiggins (Bruce Wagner)
- 2015 : Mission impossible : Rogue Nation : le président (Nigel Barber)
- 2015 : The Big Short : Le Casse du siècle : voix additionnelles
- 2016 : Suspicions : Lieutenant Galway (Christopher McDonald)
- 2016 : La Chute de Londres : Kevin Hazard, officier supérieur du Metropolitan Police Service (Colin Salmon)
- 2016 : Un beau petit diable : Walter Curly (Michael McElhatton)
- 2016 : Le Fondateur : voix additionnelles
- 2018 : Mission impossible : Fallout : l'annonceur de la mission
- 2018 : Otages à Entebbe : Amos Eiran (Peter Sullivan)
- 2018 : Casse-Noisette et les Quatre Royaumes : Frisson, régent de la Terre des Flocons de neige (Richard E. Grant)
- 2019 : Joker : Thomas Wayne (Brett Cullen)
- 2019 : Mon cœur sauvage : voix additionnelles
- 2020 : Bons Baisers du tueur : Jacob Kanon (Jeffrey Dean Morgan)
- 2020 : Santana : Lomano (Pedro Fernandes)
- 2021 : Inconditionnel : Sedat (Ercan Kesal)

#### Films d'animation
- 1948[n 8] : Mélodie Cocktail (segment La Légende de Pecos Bill) : un des cow-boys (2e doublage)
- 1978[n 9] : Le Prince et le pauvre : Miles Hendon et Henri VIII
- 1984[n 10] : Nausicaä de la Vallée du Vent : Son Excellence (1er doublage)
- 1985[n 8] : Taram et le Chaudron magique : un soldat (2e doublage)
- 1986[n 11] : Dr Jekyll et Mr Hyde : Dr Jekyll / Mister Hyde (1er doublage)
- 1987[n 12] : Barbie et les Rock Stars[13] : Ken
- 2002 : Spirit, l'étalon des plaines : le colonel
- 2006 : Cars : Harv, l'agent de Flash McQueen
- 2011 : Émilie Jolie : le hérisson

### Télévision

#### Téléfilms
- 1988 : Clinton and Nadine : Dorsey Pratt (Morgan Freeman)
- 1990 : Le Dernier des Capone : Al Capone (Eric Roberts)
- 1990 : Meurtres contre remboursement : Lt. Silk (Charles Robinson)
- 1990 : Au-delà du temps : David Rhodes (Robert Hays)
- 1990[n 13] : « Il » est revenu : Mike Hanlon (Tim Reid) (2e doublage)
- 1992 : Assurance sur la mort : Alan Palliko (Treat Williams)
- 1996 : Harcèlement sur le web : Peter Lawrence (Ted McGinley)
- 1997 : La Piste de la délivrance : Daniel Morgan (Patrick Bergin)
- 1999 : La Vie secrète d'une milliardaire : Porfirio Rubirosa (Michael Nouri)
- 2001 : Appelez-moi le Père Noël ! : Cameron (Brian Stokes Mitchell)
- 2003 : Un été avec mon père : Al Dodge (Tim Matheson)
- 2003 : La Voix des crimes : Jon Harper (Joe Morton)
- 2005 : L'École des champions : Richard (Ted Danson)
- 2008 : Le Cœur chocolat : Pieter van Eyck (Sky du Mont)
- 2009 : Meteor : le colonel Beck (David Starzyk)
- 2010 : La Fille sauvage : M. Browning (Andrew Gillies)
- 2011 : La Mélodie du destin : Rudi Bockelmann (Ulrich Noethen)
- 2011 : Le Visage d'un prédateur : Mike Donato (Titus Welliver)
- 2012 : Carta a Eva : Pedro Radío (Mario O. Passeró)
- 2012 : Meurtres à Charlotte : l'inspecteur Ron Brewster (Gregory Alan Williams)
- 2014 : La Menteuse : Harris Kohling (Gary Hudson)
- 2015 : Liberté Conditionnelle : Steve McIntyre (John Lynch)
- 2016 : All the Way : Lyndon B. Johnson (Bryan Cranston)
- 2016 : Petits meurtres et confidences : Dewey Stone (Michael Kopsa) (série de téléfilms)
- 2017 : L'amour tombé du ciel : Carl (Julian Christopher)
- 2017 : Organiser le Noël parfait : George Trent (Ken Tremblett)
- 2019 : Père Noël incognito : Howard (Patrick Duffy)
- 2020 : Captive et soumise : Langley (Jim Klock)

#### Séries télévisées
- Titus Welliver dans :
  - Le Justicier de l'ombre (2003) : Zachary
  - Monk (2009) : Daniel Reese (saison 7, épisode 10)
  - The Good Wife (2009-2011) : Glenn Childs (16 épisodes)
  - Les Experts (2012) : Mark Gabriel (3 épisodes)
  - Grimm (2012) : Farley Kolt (saison 1, épisode 13)
  - Touch (2012) : Randall Meade (3 épisodes, saison 1)
  - FBI : Duo très spécial (2013) : le sénateur Terrence Pratt (saison 4, épisodes 12 et 16)
  - Marvel : Les Agents du SHIELD (2014) : l'agent Blake (2 épisodes, saison 1)
  - The Last Ship (2014-2015) : Thorwald (4 épisodes)
  - Harry Bosch (2014-2021) : l'inspecteur Harry Bosch (68 épisodes)
  - New York, unité spéciale (2019) : Rob Miller (3 épisodes)
- Steven Williams dans :
  - Los Angeles Heat (1997-1999) : l'inspecteur August Brooks (48 épisodes)
  - Legacy (1998-1999) : Isaac Peters (16 épisodes)
  - Stargate SG-1 (2000) : le général Vidrine (2e voix, saison 4, épisodes 12 et 17 puis saison 7, épisode 7)
  - Jake 2.0 (2003) : le général Freewald (saison 1, épisode 9)
  - Monk (2005) : le sergent Parnell (saison 3, épisode 13)
  - Supernatural (2008-2016) : Rufus Turner (6 épisodes)
  - The Chi (2018) : Quentin Dickinson (9 épisodes)
  - Locke and Key (2020) : Joe Ridgeway (5 épisodes)
- Bryan Cranston dans :
  - Malcolm (2000-2006) : Hal (151 épisodes)
  - How I Met Your Mother (2006-2007) : Hammond Druthers (1re voix - saison 2, épisodes 6 et 13)
  - Breaking Bad (2008-2013) : Walter Hartwell « Walt » White (62 épisodes)
  - 30 Rock (2013) : Ron (saison 7, épisode 2)
  - Sneaky Pete (2015-2017) : Vance (10 épisodes)
  - Philip K. Dick's Electric Dreams (2017) : Silas (saison 1, épisode 6)
  - Your Honor (2020) : Michael Desiato (10 épisodes) (1re voix - saison 1)
- Carl Lumbly dans :
  - Alias (2001-2006) : Marcus Dixon (105 épisodes)
  - Battlestar Galactica (2006) : le lieutenant Danny « Bulldog » Novacek (saison 3, épisode 8)
  - Grey's Anatomy (2008) : Kurt Walling (saison 5, épisode 5)
  - Chuck (2008) : Ty Bennett (saison 2, épisode 9)
  - Esprits criminels (2010) : James « Jay-Mo » Morris (saison 6, épisode 6)
  - Southland (2012) : le capitaine Joel Rucker (3 épisodes)
  - NCIS : Los Angeles (2017-2018) : Charles Langston (4 épisodes)
- Robert Wisdom dans :
  - Prison Break (2007-2008) : Norman « Lechero » St. John (13 épisodes)
  - Supernatural (2008-2009) : Uriel (4 épisodes)
  - NCIS : Enquêtes spéciales (2009) : Gene Halsey (saison 6, épisode 12)
  - Lie to Me (2009) : Bonds (saison 1, épisode 1)
  - Happy Town (2010) : Roger Hobbs (8 épisodes)
  - Hawthorne : Infirmière en chef (2010) : Calvin Jenkins (saison 2, épisode 4)
  - Burn Notice (2010-2011) : Vaughn Anderson (8 épisodes)
- Peter Bryant dans :
  - Highlander (1995) : l'agent de police (saison 4, épisode 8)
  - Dark Angel (2000-2001) : Bling (14 épisodes)
  - Human Target : La Cible (2010) : Abbot Stevens (saison 1, épisode 4)
  - Psych : Enquêteur malgré lui (2013) : l'agent du FBI (saison 7, épisode 4)
  - Legends of Tomorrow (2016) : Maître Declan (saison 1, épisodes 7 et 15)
  - Aftermath (en) (2016) : Dr Rawlins (3 épisodes)
- Mathew St. Patrick dans :
  - Six Feet Under (2001-2005) : Keith Dwayne Charles (63 épisodes)
  - Preuve à l'appui (2004) : William Avery (saison 4, épisode 5)
  - Réunion : Destins brisés (2005-2006) : l'inspecteur Kenneth Marjorino (13 épisodes)
  - Dr Emily Owens (2013) : John Calder (saison 1, épisode 9)
  - NCIS : Enquêtes spéciales (2013) : l'inspecteur Bill Shard (saison 10, épisode 17)
  - Sons of Anarchy (2014) : Moses Cartwright (4 épisodes)
- Christopher McDonald dans :
  - North Shore : Hôtel du Pacifique (2004) : Walter Booth (6 épisodes)
  - Las Vegas (2006) : le kidnappeur Chips (2 épisodes)
  - Psych : Enquêteur malgré lui (2008) : Paul Haversham (saison 3, épisode 1)
  - Stargate Universe (2009-2010) : le sénateur Alan Armstrong (3 épisodes)
  - La Loi selon Harry (2011-2012) : Thomas « Tommy » Jefferson (32 épisodes)
  - The Good Wife (2015-2016) : le juge Don Schakowsky (7 épisodes)
- Obba Babatundé dans :
  - Dawson (1999-2000) : le principal Howard Green (8 épisodes)
  - Psych : Enquêteur malgré lui (2008) : David Gaffney (saison 2, épisode 11)
  - S.W.A.T (2018-2022) : Daniel Harrelson, Sr. (1re voix - saisons 1 à 5 épisode 7)
  - For the People (2019) : Philip Caws (saison 2, épisode 6)
- Giancarlo Esposito dans :
  - The $treet (2000) : Tom Divack (12 épisodes)
  - South Beach (2006) : Robert Fuentes (8 épisodes)
  - Kidnapped (2007) : Vance (épisodes 7 et 13)
  - Lie to Me (2010) : Beau Hackman (saison 2, épisode 22)
- D. B. Woodside dans :
  - Deuxième Chance (2002) : Henry Higgins (saison 3, épisodes 13 et 19)
  - Suits : Avocats sur mesure (2014-2018) : Jeff Malone (16 épisodes)
  - Lucifer (2016-2021) : Amenadiel (85 épisodes)
  - Pearson (2019) : Jeff Malone (6 épisodes)
- Currie Graham dans :
  - 24 Heures chrono (2002) : Ted Cofell (saison 1, épisodes 10 et 11)
  - Dr House (2006) : Mark Warner (saison 1, épisode 22)
  - Ghost Whisperer (2009) : Rick Hartman (saison 4, épisode 19)
  - Mentalist (2009-2010) : Walter Mashburn (saison 2, épisode 13 et saison 3, épisode 7)
- Gregory Alan Williams dans :
  - Alerte à Malibu (1989-1998) : Garner Ellerbee (92 épisodes)
  - Un privé à Malibu (1995-1997) : Garner Ellerbee (24 épisodes)
  - Secrets and Lies (2015) : Kevin Williams (6 épisodes)
- Rick Worthy dans :
  - Les Sept Mercenaires (1998-2000) : Nathan Jackson (22 épisodes)
  - Mentalist (2009) : Terry Andrews (saison 1, épisode 16)
  - Castle (2010) : Jason Penn (saison 2, épisode 24)
- Colin Salmon dans :
  - Journal intime d'une call girl (2007) : Mitchell (saison 1, épisode 8)
  - Arrow (2012-2014) : Walter Steele (14 épisodes)
  - 24 Heures chrono (2014) : le général Coburn (7 épisodes)
- James Black dans :
  - Starter Wife (2008) : Felix Soel (8 épisodes)
  - Desperate Housewives (2011) : Alan (saison 7, épisode 22)
  - Castle (2013) : Darius Carson (saison 5, épisode 11)
- Liam Cunningham dans :
  - Game of Thrones (2012-2019) : Davos Mervault (42 épisodes)
  - Les Enquêtes de Vera (2013) : Sam Harper (saison 3, épisode 4)
  - The Hot Zone (2019) : Wade Carter (6 épisodes)
- Ted Danson dans :
  - Les Experts (2013-2015) : D. B. Russell (2e voix)
  - Les Experts : Cyber (2015-2016) : D. B. Russell (18 épisodes)
  - The Good Place (2016-2020) : Michael (50 épisodes)
- Judson Mills dans :
  - Walker, Texas Ranger (1999-2001) : le ranger Francis Gage (47 épisodes)
  - Les Experts : Miami (2005) : Ty Radcliffe (saison 3, épisode 16)
- Cress Williams dans :
  - Nash Bridges (2000-2001) : l'inspecteur Antwon Babcock (22 épisodes)
  - Providence (2001-2002) : Dr Sam Malaga (8 épisodes)
- D. W. Moffett dans :
  - FBI : Portés disparus (2003) : Alan Hodges (saison 2, épisode 10)
  - Nip/Tuck (2004) : Kevin Hotchkiss (saison 2, épisodes 14 et 15)
- Philip Glenister dans :
  - Jeux de pouvoir (2003) : le lieutenant William Bell (mini-série)
  - Mad Dogs (2011) : Quinn (mini-série)
- Anthony Anderson dans :
  - K-Ville (2007) : Marlin Boulet (11 épisodes)
  - Psych : Enquêteur malgré lui (2012) : Thane (saison 6, épisode 15)
- Allan Louis dans :
  - Privileged (2008-2009) : Marco Giordello (18 épisodes)
  - NCIS : Enquêtes spéciales (2013) : le capitaine Dominick Wayne (3 épisodes)
- Brett Cullen dans :
  - Person of Interest (2011-2016) : Nathan Ingram (11 épisodes)
  - Stalker (2015) : le maire Hayes (saison 1, épisode 12)
- Grainger Hines dans :
  - Hell on Wheels : L'Enfer de l'Ouest (2012-2013) : Doc Whitehead (5 épisodes)
  - The Knick (2014-2015) : le capitaine August Robertson (15 épisodes)
- Dean Winters dans :
  - Brooklyn Nine-Nine (2013-2019) : l'inspecteur Warren Pembroke dit « Le Vautour » (9 épisodes)
  - American Gods (2019) : Mr Ville (saison 2, épisode 2)
- Geoffrey Cantor dans :
  - Daredevil (2015-2018) : Mitchell Ellison (16 épisodes)
  - The Punisher (2017) : Mitchell Ellison (saison 1, épisodes 2 et 9)

- 1989-2004 : Les Feux de l'amour : John Silva (John Castellanos) (306 épisodes)
- 1993-1997 : Highlander : Xavier St. Cloud (Roland Gift) (5 épisodes)
- 1999 : Le Successeur : Hawkins (Rick Cramer) (épisode 4)
- 2001-2002 : Wolf Lake : Matthew Donner (Tim Matheson) (10 épisodes)
- 2001-2002 : Smallville : Dr Steven Hamilton (Joe Morton) (4 épisodes)
- 2001-2002 : Le Journal intime d'un homme marié : Jake Berman (Jake Weber) (20 épisodes)
- 2002-2004 : The Shield : Henry (Roy Jones) (saison 1, épisode 4) et Owen Thigpen (Vincent Angell) (5 épisodes)
- 2003 : Queer as Folk : le chef de police Jim Stockwell (David Gianopoulos) (saison 3, 8 épisodes)
- 2006 : Close to Home : Juste Cause : Patrick Limon (Tyrees Allen) (3 épisodes)
- 2006-2007 : Genesis : L'Origine du crime : Mateo Rocha (Pep Munné) (22 épisodes)
- 2008 / 2012 : Dr House : Bowman (Wood Harris), Dr Walter Cofield (Jeffrey Wright) (saison 8, épisode 11)
- 2009 : Scrubs : George Valentine (Glynn Turman) (saison 8, épisode 2)
- 2009 : Le Prisonnier : Numéro 909 (Vincent Regan) (mini-série)
- 2009 : Lie to Me : l’ambassadeur Park Jung-Soo (Kelvin Han Yee) (saison 1, épisode 4)
- 2009-2010 : Underbelly : George Freeman (Peter O'Brien) (13 épisodes)
- 2009-2011 : Friday Night Lights : le coach Stan Traub (Russell DeGrazier) (26 épisodes)
- 2010-2013 : Ma femme, ses enfants et moi : Nick Persons (Terry Crews) (73 épisodes)
- 2010-2015 : Les Mystères de Haven : l'agent spécial du FBI Howard (Maurice Dean Wint) (9 épisodes)
- 2010 et 2019 : NCIS : Los Angeles : Mattias Draeger (Jürgen Prochnow) (3 épisodes), Harmon Rabb Jr. (David James Elliott) (3 épisodes)
- 2011 : La Gifle : Manolis (Lex Marinos) (mini-série)
- 2011 : Nick Cutter et les Portes du temps : Philip Burton (Alexander Siddig) (13 épisodes)
- 2011 : Injustice : Martin Newall (Nathaniel Parker) (mini-série)
- 2012 : Glee : Hiram Berry (Jeff Goldblum) (saison 3, épisodes 13 et 14)
- 2012-2013 : Nurse Jackie : Dr Mike Cruz (Bobby Cannavale) (12 épisodes)
- 2013-2014 : Real Humans : 100 % humain : Claes Jarméus (Lars-Erik Berenett) (8 épisodes)
- 2013-2018 : House of Cards : Scott Cunningham (Armand Schultz) (Saison 1 Épisode 13)
- 2015 : Agatha Christie : Dix Petits Nègres : le général John MacArthur (Sam Neill) (mini-série)
- 2017 : Conviction : Gerard Harrison (Mark Moses) (épisode 13)
- 2017-2019 : Les Désastreuses Aventures des orphelins Baudelaire : M. Arthur Poe (K. Todd Freeman) (25 épisodes)
- 2018 : A Very English Scandal : David Napley (Jonathan Hyde) (mini-série)
- 2018-2019 : Black Lightning : le révérend Jérémiah Holt (Clifton Powell) (15 épisodes)
- 2018-2019 : Grey's Anatomy : Station 19 : Greg Tanner (Dermot Mulroney) (5 épisodes)
- 2019 : Miracle Workers : le père de Dieu (Chris Parnell) (saison 1, épisode 6)
- 2019 : The Spy : Jacob Shimoni (Moni Moshonov) (mini-série)
- 2019 : Good Girls : l'avocat de Stan (William Allen Young) (saison 2, épisodes 11 et 12)
- 2019-2020 : Home for Christmas : Tor (Dennis Storhøi) (12 épisodes)
- 2019-2020 : La Jetée : « Big Boss » (Antonio Garrido) (12 épisodes)
- 2019-2021 : MacGyver : Elliot Mason (Peter Weller) (3 épisodes)
- 2020 : AJ and the Queen : Louis (Michael-Leon Wooley) (10 épisodes)

#### Séries d'animation
- 1973[n 14] : Willie Boy[14] : Big Stone, Mac la menace (épisode 2)
- 1974[15] : Chobin : le grand-père de Laurie, Ballourd
- 1983-1984 : Signé Cat's Eyes : plusieurs méchants
- 1984 : Mospeada : Simon (épisode 22)
- 1985 : David le gnome : voix additionnelles
- 1985-1986 : MASK : Hondo McLean
- 1985-1986 : Sablotin : rôles divers
- 1986 : Moi Renart : Moufflard, Primo (épisode 4), Mac (épisode 8)
- 1986 : Ricky Star : le commentateur et le docteur
- 1986-1987 : Choupette et Topi : voix additionnelles
- 1987 : La Sagesse des gnomes : Dany
- 1987 : Starcom : Flash
- 1988-1989 : Denver, le dernier dinosaure : Mario
- 1989 : Pluche, Riquet, Pat : voix additionnelles[16]
- 1993 : Spirou : Franck (1re voix)
- 1993-1999 : Les Histoires du père Castor : voix diverses
- 1994-1997 : Gargoyles, les anges de la nuit : Dr Anton Sevarius, Travis Marshall, le capitaine des gardes (2e voix), Dominic Dracon
- 1996 : Superman, l'Ange de Metropolis : Metallo / John Corben (1re voix)
- 1996 : Battle Arena Toshinden : Monde (OAV)
- 2000-2005 : Jackie Chan : le capitaine Black, MC Cobra, Kuniko Kasahara/Origami (épisode 34), Ice (épisode 89)
- 2001-2003 : Les Nouvelles Aventures de Lucky Luke : voix additionnelles
- 2001-2003 : La Légende de Tarzan : Keewazi
- 2001-2004 : Samurai Jack : Da Samurai (épisode 42), le Gentilhomme, Boris (épisode 44)
- 2005 : Les Zinzins de l'espace : Le mannequin crash-test (saison 2, épisode 14)
- 2006 : Death Note : Anthony Rester (membre du SPK)
- 2010-2014 : Star Wars: The Clone Wars : Qui-Gon Jinn
- 2014 : Star Wars Rebels : Dark Vador (1re voix - saison 1, épisode 1)
- 2015-2019 : SuperMansion : Titanium Rex[n 15]

### Jeux vidéo
- 1995 : Fade to Black : le professeur Bergstein / l'Oracle
- 2001 : Legacy of Kain: Soul Reaver 2 : Moebius et voix additionnelles
- 2002 : Syberia : Félix Smetana et un des recteurs
- 2004 : Alias : Marcus Dixon
- 2004 : Syberia II : Cirkos
- 2008 : Super Smash Bros. Brawl : le commentateur[Information douteuse]
- 2009 : Assassin's Creed II : Niccolò Machiavelli
- 2010 : BioShock 2 : le modèle de chrosôme « Buttons »
- 2010 : Assassin's Creed Brotherhood : Niccolò Machiavelli
- 2013 : The Last of Us : voix sur bande audio du scientifique des Lucioles
- 2013 : Dishonored : La Lame de Dunwall : Bundry Rothwild
- 2014 : Super Smash Bros. (Wii U et 3DS) : le commentateur[Information douteuse]
- 2015 : The Witcher 3: Wild Hunt : Bram, Jan Geermer, Mererid le chambellan d'Ehmyr et voix additionnelles
- 2015 : Guild Wars 2 : Laranthir du Monde sauvage
- 2016 : Homefront: The Revolution : James Crawford
- 2018 : Super Smash Bros. Ultimate : le commentateur

### Direction artistique
Note : Les dates inscrites en italique correspondent aux sorties initiales des films dont Jean-Louis Faure a assuré le doublage tardif ou le redoublage.
Films
- Une nana au poil (2002)
- Fashion victime (2002)

Téléfilms
- L'ABC du meurtre (en) (2006-2008) (série de quatre téléfilms)

Séries télévisées
- 1992-1998 : Highlander[17]